# Сейсмічність Австралії
Територія Австралії, як континенту, характеризується високою сейсмічністю.

## Загальна характеристика
Австралія — континент, що лежить на Індо-Австралійській літосферній плиті. У його основі на заході й у центрі (приблизно 70 % континенту) лежить докембрійський кратон, перекритий масивним осадовим чохлом. Найстаріші гірські породи Індо-Австралійської літосферної плити досягають віком 2,7 млрд років. Древність кристалічної платформи обумовлював відносний сейсмічний спокій на сухопутній території країни Австралія. Проте в XXI ст. інтенсивність проявів землетрусів як на поверхні континенту, так і в океанах, що оточують Австралію, відчутно зросла. Відповідно, майже у всіх частинах Австралії стаються досить часті помірні й сильні землетруси.

## Землетруси у минулі століття
Історичний каталог австралійських землетрусів підтримує і веде National Earthquake Alerts Centre (NEAC), який працює цілодобово, щоб забезпечити швидке сповіщення про значні землетруси, які можуть спричинити збитки, травми, широку тривогу або цунамі в Австралії та за кордоном. З історичним каталогом австралійських землетрусів можливо ознайомитися на офіційному сайті NEAC.

## Землетруси XXІ століття

### 2004
24 грудня поблизу Австралії стався дуже сильний (за шкалою інтенсивності МSK-64) землетрус магнітудою >8,0 бала (за шкалою Ріхтера). Став найпотужнішим у світі за останні три з половиною роки землетрусом. Епіцентр землетрусу — в океані, за 800 км від узбережжя штату Австралії, розташованого на однойменному острові Тасманія
.

### 2012
24 березня в Австралії стався найсильніший за останні 15 років спостережень сильно помірний (за шкалою інтенсивності МSK-64) землетрус магнітудою 6,1 бала (за шкалою Ріхтера). Епіцентр землетрусу був у північно-західній частині штату Південна Австралія, заселеного переважно аборигенами. Інформації про можливі пошкодження інфраструктури або жертви — не надходило.

### 2018
24 березня, Головним центром спеціального контролю ДКАУ в районі Південно-Східного Індійського хребта (Індійський океан), який пролягає в південно-західному напрямку від Австралії, зафіксовано помірний (за шкалою інтенсивності МSK-64) землетрус магнітудою 5,3 бала (за шкалою Ріхтера).
9 серпня, в нічний час, у південній та західній частинах Австралії зафіксовано два землетруси. Перший, сильно відчутний (за шкалою інтенсивності МSK-64) землетрус магнітудою 4,3 бала (за шкалою Ріхтера) стався у штаті Західна Австралія. За повідомленням джерела News.com.au, епіцентр землетрусу був поблизу міста Норсман, що лежить за близько 620 км на схід від столиці штату міста Перт. Гіпоцентр землетрусу залягав на глибині 17 км. За кілька годин до цього, близько 20:30 (за місцевим часом), землетрус магнітудою 3,2 бала (за шкалою Ріхтера) струсонув місто Аделаїду, столицю штату Південна Австралія. За даними Geoscience Australia, епіцентр землетрусу зареєстровано в містечку Маннам, з гіпоцентром, який залягав на глибині 12 км.
16 грудня, о 16:26:21 (за київським часом), Головним центром спеціального контролю ДКАУ, в прибережній акваторії Індійського океану на захід від Австралії, зафіксовано помірний (за шкалою інтенсивності МSK-64) землетрус магнітудою 5,8 бала (за шкалою Ріхтера).

### 2019
14 липня в Австралії, поблизу пляжного курорту Брум, що на заході Австралії, стався сильний (за шкалою інтенсивності МSK-64) землетрус магнітудою в 6,9 бала (за шкалою Ріхтера). За даними станції Геологічної служби США (USGS), епіцентр підземних поштовхів був за 203 км від побережжя курортного міста Брум, гіпоцентр залягав на глибині 33 км.
1 серпня, о 04:22:16 (за київським часом), Головним центром спеціального контролю ДКАУ, з Північної території (Австралія) зафіксовано помірний (за шкалою інтенсивності МSK-64) землетрус магнітудою 5,3 бала (за шкалою Ріхтера).

### 2021
22 вересня в Австралії, неподалік від Мельбурна стався сильно помірний (за шкалою інтенсивності МSK-64) землетрус магнітудою 6,0 бала (за шкалою Ріхтера). За повідомленням агентства Reuters, це один з найбільших землетрусів у країні за всю історію спостережень. Епіцентр землетрусу був поблизу невеликого сільського міста Менсфілд у штаті Вікторія, приблизно за 200 км (124 милі) на північний схід від Мельбурна, гіпоцентр землетрусу залягав на глибині 10 км (6 миль). Афтершок отримав оцінку 4,0 бала (за шкалою Ріхтера). Підземні поштовхи також відчувалися у всіх сусідніх штатах.

### 2024
3 березня, о 18:16:58 (за київським часом), Головний центр спеціального контролю ДКАУ зареєстрував сильно помірний (за шкалою інтенсивності МSK-64) землетрус магнітудою 6,4 бала (за шкалою Ріхтера), який стався в районі острова Маккуорі. Гіпоцентр землетрусу залягав на глибині 10 км.